# ثنية غزال
ثنيّة غَزال أو مدرج عثمان أو ريع الثنية: مسلك ودرب قديم للقوافل في الطريق ما بين مكة والمدينة. وهي من المسالك الوعرة والشاقة، تقع بين عسفان، وخليص، مر بها الرسول ﷺ في طريق هجرته من مكة المكرمة إلى المدينة المنورة.
وقد وصف الرحالة ثنية غزال بقولهم: (عقبة صعبة معوجة، وممر ضيق جداً، يتسع فقط لجمل واحد، وبها مكان عال يقف عليه العربان يمنعون القوافل من المرور مالم يدفعوا ضريبة يقدرونها، ولا يمكن لأي قوة أن تمر بهذا المكان إذا احتله العربان إلا بخسارة فادحة).
قال كثّير: